# Emory Egyetem
Az Emory Egyetem magán kutatóegyetem az Egyesült Államok Georgia államában. Nevét John Emory püspökről kapta, 1836-ban alapították, Emory Főiskola néven.

## Ranglisták
| Egyesült Államok                       | Egyesült Államok |
| -------------------------------------- | ---------------- |
| Forbes 2022                            | 31               |
| THE / WSJ 2022                         | 20               |
| U.S. News & World Report 2022–2023     | 22               |
| Washington Monthly 2022                | 55               |
| Világszerte                            |                  |
| Academic Ranking of World Universities | 101-150          |
| Quacquarelli Symonds 2024              | 166=             |
| Times Higher Education 2023            | 82=              |
| U.S. News & World Report               | 72               |

## Tagság
Az egyetem az alábbi szervezeteknek a tagja:
- Oak Ridge Associated Universities
- ORCID
- Digitális Könyvtárak Szövetsége
- Kutatókönyvtárak Szövetsége
- Association of American Universities
- Amerikai Főiskolák és Egyetemek Szövetsége
- Amerikai Oktatási Tanács
- Nemzeti Bölcsészettudományi Szövetség
- Open Education Network
- Higher Education Leadership Initiative for Open Scholarship
- Könyvtári Egyesületek és Szervezetek Nemzetközi Szövetsége
- Információhálózati Koalíció
- Kutatókönyvtárak Központja
- Scholarly Publishing and Academic Resources Coalition
- Council on Governmental Relations

## Leányszervezetek
Az egyetem alá az alábbi szervezetek tartoznak:
- Graduate Division of Biological and Biomedical Sciences, Emory University
- Emory Alcohol and Lung Biology Center, Emory University School of Medicine
- Woodruff Health Sciences Center
- Emory Eye Center
- Wallace H. Coulter Department of Biomedical Engineering
- Emory University School of Medicine
- Michael C. Carlos Museum
- Emory University College of Arts and Sciences

## Ingatlanok és szervezetek
Az egyetem alá az alábbi ingatlanoknak és szervezeteknek a tulajdonosa:
- Emory Point

## Galéria
- Emory Point
- A Michael C. Carlos Múzeum
- Az East Village